# Rafael Comas Abad
Rafael Comas Abad (Figueres, 31 de maig de 1953) és un militar català, cap de la Caserna General Terrestre d'Alta Disponibilitat (CGTAD), càrrec que ocupa el buit deixat pel Capità general de València.
Nascut a Figueres de pares alacantins, i com diu ell mateix, la seva dona és del País Basc i els seus fills valencians. Va ingressar a l'Acadèmia General Militar en 1971 i en 1975 fou ascendit a tinent. Ha estat destinat, entre d'altres, als Regiments Mixts d'Enginyers de València i Sant Sebastià, ha estat oficial d'Estat Major a Melilla i a València i ha participat en missions de l'ONU i l'OTAN a Iugoslàvia i a Kosovo com a membre d'UNPROFOR en 1993; de la SFOR en 2000 i de la KFOR en 2001. Com a coronel fou cap del Regiment de Transmissions n. 21. També va estar uns mesos destina al Centre d'Operacions Conjunt del Comandament Suprem Aliat a Europa de Casteau.
En 2006 fou ascendit a general de brigada i nomenat cap de la Brigada de Transmissions de la Caserna General Terrestre d'Alta Disponibilitat. En 2009 va ser ascendit a general de divisió i nomenat director de Recerca, Doctrina, Orgànica i Materials del Comandament d'Ensinistrament i Doctrina. Al juliol de 2011 va ascendir a tinent general i va ser nomenat cap de la Caserna General Terrestre d'Alta Disponibilitat amb seu a València. va ocupar el càrrec fins que va passar a la reserva el 17 de febrer de 2016.